# Malick Evouna
Malick Evouna (Libreville, 1992. november 28. –) gaboni válogatott labdarúgó, jelenleg a török Konyaspor játékosa, kölcsönben a kínai Tianjin Teda FC-től.